# Villa del Campo
Villa del Campo là một đô thị trong tỉnh Cáceres, Extremadura, Tây Ban Nha. Theo điều tra dân số 2006 (INE), đô thị này có dân số là 581 người.

## Biến động dân số
| 2001 | 2002 | 2003 | 2004 | 2005 | 2006 | 2007 |
| ---- | ---- | ---- | ---- | ---- | ---- | ---- |
| 649  | 629  | 612  | 615  | 596  | 581  | 574  |

40°08′B 06°24′T / 40,133°B 6,4°T